# Barbus balcanicus
Barbus balcanicus és una espècie de peix cipriniforme de la família dels ciprínids.

## Morfologia
Els mascles poden assolir els 17,5 cm de longitud total.

## Distribució geogràfica
Es troba a Sèrbia, a la conca del riu Soca (Itàlia, Eslovènia), al riu Danubi, a Grècia i a Macedònia.